# Entolasia
Entolasia là một chi thực vật có hoa trong họ Hòa thảo (Poaceae).

## Loài
Chi Entolasia gồm các loài: